# Дрипчево
Дрипчево е село в Южна България. То се намира в община Харманли, област Хасково.

## География
Намира се в южното подножие на Сакар планина.

## История
След 1878 селото остава в Османската империя и е освободено през 1912 г. . При избухването на Балканската война в 1912 година 1 човек от селото е доброволец в Македоно-одринското опълчение.

## Културни и природни забележителности
Черквата в селото е построена през 1848 година и е посветена на свети Георги Победоносец. В края на XIX век в двора й е създадено килийно училище. Днес храмът се руши .
Една от 250-те най-известни пещери в България – Хайдушката дупка, местността Широкия алчак.
Тук се намират и историческите места Гората Ада, Хайдушка дупка (малка пещера) и Караколювата къща – пещера в землището на с. Дрипчево на площ 4 дка, служила за скривалище на байрактаря на Индже войвода Кара Колю.

## Личности
- Ангел войвода (18-19 век), хайдутин
- Кирил Куртев (1891-1971), епископ
- Полина Паунова, журналист
- Пламен Пасков политик, ветеринарен лекар.

Интронизиран е монсеньор Кирил Куртев като софийски митрополит и апостолически екзарх на Католическата българска църква от източния обред (униати). Куртев е висш духовник, епископ. Роден е в село Дрипчево, Свиленградско. Приема монашество през 1913 г. Ръкоположен е за епископ 1925 г. Екзарх е на българските католици от източен обред (1925–1941 г. и 1951–1971 г.).